# Harry Tupan
Harry Tupan (Hoogeveen, 1958) is een Nederlands conservator, kunsthistoricus en museumdirecteur.
Tupan studeerde museologie in Leiden en kunstgeschiedenis, architectuurgeschiedenis en archeologie aan de Rijksuniversiteit Groningen. Eind jaren 70 begon hij als stagiair in het Drents Museum in Assen, en vanaf 1980 was hij er conservator. In 1983 stelde Tupan de tentoonstelling Wolken van Genot samen, gewijd aan de geschiedenis van het tabaksgebruik in Nederland. Daarbij werd een deel van Tupans privécollectie van kleipijpen getoond. Later was hij onder meer hoofd commerciële zaken en hoofd collecties en presentaties en volgde zijn benoeming tot adjunct-directeur (2011). In januari 2011 ontvingen Tupan en directeur Michel van Maarseveen uit handen van commissaris van de koningin Jacques Tichelaar de Dagblad van het Noorden-prijs, als erkenning voor hun cultureel ondernemerschap. In 2017 volgde hij Annabelle Birnie op als algemeen directeur van het museum.
Tupan is (co-)auteur van diverse werken over kunst en geschiedenis, onder meer in de serie monografieen van het Drents Museum over hedendaagse figuratieve kunstenaars.

## Enkele publicaties
- J. van der Meulen en H. Tupan (1980) De Leidse tabakspijpmakers in de 17e en 18e eeuw ISBN 9789065230010
- Harry Tupan en Jans Timmer (1989) Drents zilver 1650-1900. Assen: Drents Museum. ISBN 9789070884277
- Harry Tupan, eindredactie (2008) Wout Muller : lust voor het oog : schilderijen, objecten en werken op papier. Zwolle: Waanders. ISBN 978-90-400-8513-0
- Harry Tupan (2008) Hester Schroor. Zwolle: WBooks. ISBN 9789040084928
- Harry Tupan (eindred.) (2009) Eddy Roos: verstilde beweging: beelden tekeningen dans. Zwolle: Waanders. ISBN 978-90-400-8640-3
- Kea Homan en Harry Tupan (2012) Kea Homan : Uit het goede hout gesneden. Wezep: De Kunst. ISBN 978-94-91196-13-3.
- Harry Tupan en Minneke van Campen (2015) Natasja Bennink : Van kus tot koning : beelden 2010-2015. Eindredactie Natasja Bennink en Theo van Egeraat. Groningen: theOart. ISBN 978-90-809050-0-9
- Annemieke Rens en Harry Tupan (2016) Peredvizhniki, Russisch realisme rond Repin 1870-1900. Zwolle: WBooks / Assen: Drents Museum. ISBN 978-94-625-8150-0

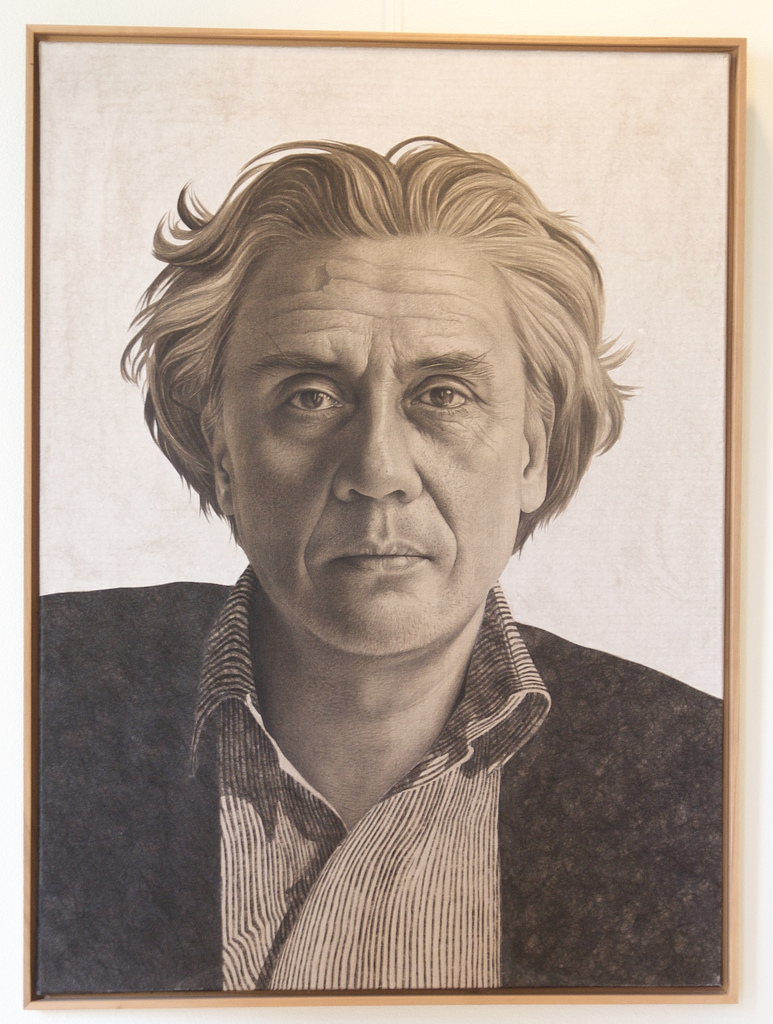
Portret van Tupan (Annemarie Busschers, 2007)